# 興泉省

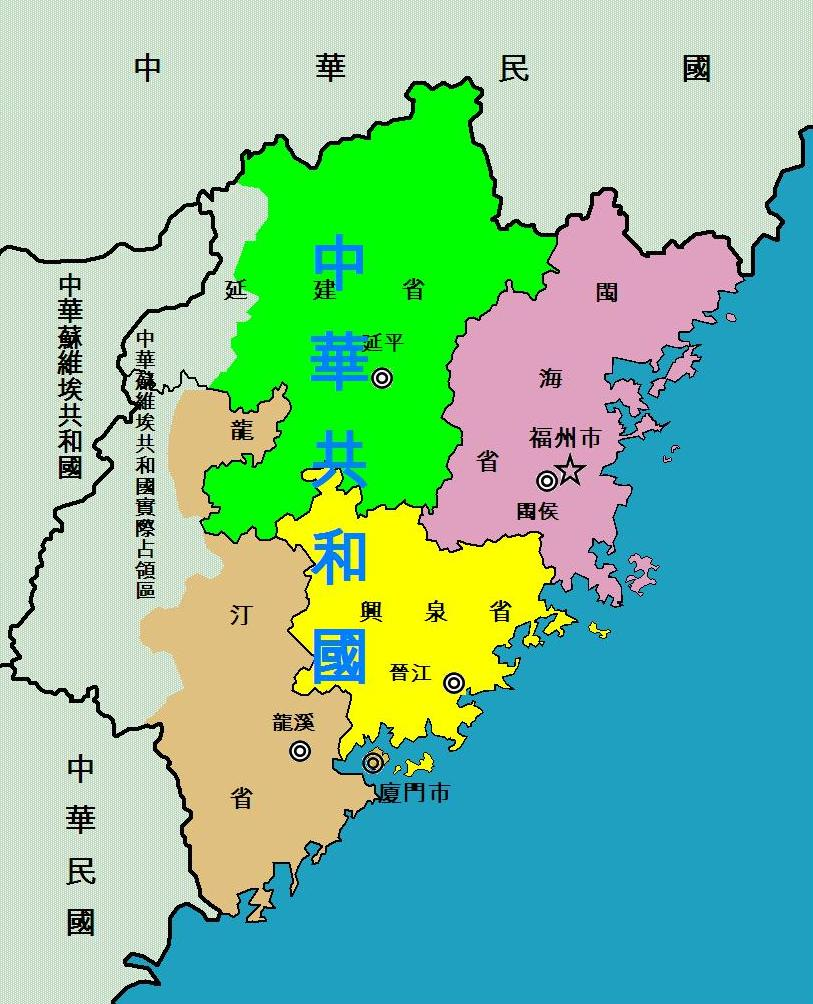
中華共和国地図。黄色の部分が興泉省

興泉省（こうせん-しょう）は中華共和国により1933年に設置された省。現在の福建省南東部に相当する。
1934年、南京国民政府により中華共和国が解体されると、興泉省も廃止された。

## 行政区画
省会の莆田県以下、12県を管轄した。
- 莆田県
- 仙游県
- 晋江県
- 南安県
- 安渓県
- 恵安県
- 同安県
- 金門県
- 永春県
- 徳化県
- 大田県
- 思明県